# セフォチアム
セフォチアム（英：Cefotiam）は非経口投与の第三世代セファロスポリン系抗生物質である。グラム陽性菌とグラム陰性菌に対して広域スペクトルを持つ。β-ラクタム系抗生物質としての殺菌作用は、ペニシリン結合タンパク質への親和性を介した細胞壁合成の阻害による。
1973年に特許が取得され、1981年に医療用として承認された。

## 医療用
セフォチアムは外科感染症、術後感染症、細菌性敗血症、骨・関節感染症、胆管炎、胆嚢炎、腹膜炎、前立腺炎、腎盂腎炎、呼吸器感染症、皮膚・軟部組織感染症、膀胱炎、尿道炎、感受性菌による感染症の予防に適応がある。 緑膿菌には効果がない。

### 用量
成人には1日6gまで、感染の重篤度に応じて分割して、静脈内または筋肉内に投与する。腎不全のある患者では、投与量を減らすことが必要な場合がある。

### 抗菌スペクトル
セフォチアムは幅広い抗菌スペクトルを持ち、いくつかの腸内細菌や皮膚感染症の原因菌による感染症の治療に使用される。以下は、いくつかの医療上重要な細菌に対するMIC感受性データである。
- Bacteroides fragilis: - 16 - >128 μg/ml
- クロストリディオイデス・ディフィシル: >128 μg/ml
- 黄色ブドウ球菌: 0.25 - 32 μg/ml

## 副作用
副作用には、吐き気・嘔吐、下痢、過敏症、腎毒性、痙攣、中枢神経毒性、肝機能障害、血液障害、注射部位の痛み、血栓性静脈炎、クロストリジウム・ディフィシル腸炎、長期使用による重感染などがある。

## 作用機序
セフォチアムはペプチドグリカン生成のfinal cross-linking stageを阻害し、細菌の細胞壁合成を阻害する。グラム陽性のブドウ球菌やレンサ球菌に対しては同等以下の活性を示すが、グラム陰性菌が産生する一部のβ-ラクタマーゼには耐性を示す。エンテロバクター属、大腸菌、クレブシエラ属、サルモネラ、インドール陽性のプロテウス属など、腸内細菌科の多くに対してより活性が高い。
臨床使用では、高濃度のセフォチアムがいくつかの組織（腎臓、心臓、耳、前立腺、生殖器）や体液や分泌物（胆汁、腹水）で認められる。